# Ralph Pomeroy
Ralph Hayward Pomeroy (12 de enero de 1867, Nueva York - 22 de agosto de 1925) fue un ginecólogo estadounidense quien se hizo famoso póstumamente por el desarrollo del procedimiento de esterilización femenina que ahora lleva su nombre: técnica de Pomeroy.
Pomeroy fue a la Universidad de Wesleyan, Middletown, Connecticut y se graduó por el College Hospital de Long Island Archivado el 23 de septiembre de 2015 en Wayback Machine. en Brooklyn. Se convirtió en profesor asociado en la misma institución en 1912, y fue uno de los fundadores del Hospital de Williamsburg, Brooklyn. Fue elegido Presidente de la Sociedad Médica del Condado de Kings en 1916. Pomeroy desarrolló su técnica de ligadura de trompas, pero nunca informó o lo publicó. Sus asociados, Bishop y Nelms, presentaron el procedimiento y los resultados de cuatro años después de su muerte en una reunión médica en 1929 y publicado al año siguiente. Su simplicidad y eficacia hicieron el procedimiento de Pomeroy una opción común para la esterilización femenina que todavía se utiliza hoy en día.